# Lijst van actrices in de jaren 1940
Deze lijst bevat actrices die werkzaam waren in de jaren 1940.

## A
- Gracie Allen (1895-1964)
- June Allyson (1917-2006)
- Eve Arden (1908-1990)
- Jean Arthur (1900-1991)
- Mary Astor (1906-1987)

## B
- Lauren Bacall (1924)
- Lucille Ball (1911-1989)
- Ethel Barrymore (1879-1959)
- Anne Baxter (1923-1985)
- Constance Bennett (1904-1965)
- Ingrid Bergman (1915-1982)
- Janet Blair (1921-2007)
- Joan Blondell (1906-1979)
- Lucille Bremer (1917-1996)
- Helen Broderick (1891-1959)
- Billie Burke (1884-1970)

## C
- Yvonne De Carlo (1922-2007)
- Joan Caulfield (1922-1991)
- Cyd Charisse (1921-2008)
- Mae Clarke (1910-1992)
- Jeanne Crain (1925-2003)
- Joan Crawford (1904-1977)

## D
- Bette Davis (1908-1989)
- Doris Day (1922-2019)
- Laraine Day (1920-2007)
- Marlene Dietrich (1901-1992)
- Betsy Drake (1923)
- Irene Dunne (1898-1990)

## F
- Frances Farmer (1913-1970)
- Glenda Farrell (1904-1971)
- Geraldine Fitzgerald (1913-2005)
- Joan Fontaine (1917-2013)
- Kay Francis (1905-1968)

## G
- Ava Gardner (1922-1990)
- Judy Garland (1922-1969)
- Greer Garson (1904-1996)
- Paulette Goddard (1910-1990)
- Gloria Grahame (1923-1981)
- Kathryn Grayson (1922-2010)

## H
- Barbara Hale (1922-2017)
- June Haver (1926-2005)
- Olivia de Havilland (1916)
- Susan Hayward (1917-1975)
- Rita Hayworth (1918-1987)
- Katharine Hepburn (1907-2003)
- Miriam Hopkins (1902-1972)
- Lena Horne (1917-2010)
- Kim Hunter (1922-2002)
- Betty Hutton (1921-2007)

## J
- Jennifer Jones (1919-2009)

## K
- Deborah Kerr (1921-2007)

## L
- Hedy Lamarr (1914-2000)
- Priscilla Lane (1915-1995)
- Vivien Leigh (1913-1967)
- Joan Leslie (1925-2015)
- Gina Lollobrigida (1927-2023)
- Carole Lombard (1908-1942)
- Myrna Loy (1905-1993)
- Ida Lupino (1918-1995)
- Diana Lynn (1926-1971)

## M
- Marjorie Main (1890-1975)
- Brenda Marshall (1915-1992)
- Virginia Mayo (1920-2005)
- Hattie McDaniel (1892-1952)
- Ann Miller (1923-2004)
- Marilyn Monroe (1926-1962)
- Agnes Moorehead (1900-1974)

## O
- Edna May Oliver (1883-1942)

## P
- Eleanor Parker (1922-2013)
- Gail Patrick (1911-1980)
- Barbara Payton (1927-1967)
- Eleanor Powell (1912-1982)
- Jane Powell (1929)

## R
- Rebel Randall (1922-2010)
- Debbie Reynolds (1932-2016)
- Dolores del Río (1904-1983)
- Thelma Ritter (1905-1969)
- Ginger Rogers (1911-1995)
- Jane Russell (1921-2011)
- Rosalind Russell (1907-1976)

## S
- Lizabeth Scott (1922-2015)
- Martha Scott (1912-2003)
- Norma Shearer (1902-1983)
- Ann Sheridan (1915-1967)
- Sylvia Sidney (1910-1999)
- Alexis Smith (1921-1993)
- Ann Sothern (1909-2001)
- Barbara Stanwyck (1907-1990)

## T
- Elizabeth Taylor (1932-2011)
- Shirley Temple (1928-2014)
- Phyllis Thaxter (1921-2012)
- Gene Tierney (1920-1991)
- Audrey Totter (1918-2013)
- Claire Trevor (1910-2000)
- Lana Turner (1921-1995)

## V
- Vera-Ellen (1921-1981)

## W
- Virginia Weidler (1927-1968)
- Esther Williams (1921-2013)
- Jane Wyman (1917-2007)

## Y
- Loretta Young (1913-2000)